# Alfa Romeo Tipo 512 Gran Premio
L'Alfa Romeo Tipo 512 Gran Premio è un prototipo da competizione realizzato nel 1940 dall'Alfa Romeo.

## Il contesto
Fino agli anni venti, l'Alfa Romeo aveva raccolto una serie di successi nazionali ed internazionali tali da annoverarla tra le case più titolate al mondo. Tuttavia di lì a poco si presentò un problema spesso ricorrente nella sua storia, ossia la mancanza di fondi necessari alla sopravvivenza della società milanese. Inoltre, negli anni trenta, nonostante continuasse ad aggiudicarsi molte gare, l'Alfa Romeo dovette fare i conti con la Mercedes e l'Auto Union, che erano finanziate direttamente dal governo tedesco. Queste marche monopolizzavano i Grand Prix grazie a vetture più agili e molto più potenti. La Tipo 512 Gran Premio non venne però mai impiegata nelle competizioni. Il suo utilizzo fu infatti impedito dallo scoppio della seconda guerra mondiale.

## Caratteristiche
Il compito di realizzare un mezzo al passo coi tempi, ma che fosse funzionale anche in un futuro non troppo lontano, venne affidato all'ingegnere Wifredo Ricart. Egli cambiò totalmente la filosofia costruttiva della casa, sia per ciò che riguardava la distribuzione dei pesi che per la conformazione del motore.
La vettura utilizza un nuovo motore che venne collocato in posizione posteriore centrale in senso longitudinale, cioè alle spalle del pilota ma davanti all'asse delle ruote posteriori. Il motore fu completamente nuovo e segnò una rivoluzione nel mondo automobilistico: fu infatti un motore boxer, ossia a cilindri contrapposti, in numero di 12 e disposti parallelamente all'asfalto. Era inoltre sovralimentato grazie a due compressori ed aveva una cilindrata di soli 1.500 cm³ a fronte dei 3000 cm³ della concorrenza. La Tipo 512 Gran Premio è stata la prima automobile al mondo ad utilizzare un propulsore boxer a 12 cilindri, che in futuro avrà sviluppi notevoli. Questo motore era praticamente piatto e garantiva di abbassare notevolmente il baricentro della macchina consentendo così una tenuta di strada superiore. Quest'ultima veniva incrementata utilizzando il ponte De Dion per le sospensioni posteriori.
Questa tecnica ha anche permesso di disegnare un corpo vettura più basso e longilineo che permetteva all'auto di essere molto veloce anche in rettilineo. La Tipo 512 Gran Premio aveva una conformazione aerodinamica molto curata, con un muso più tondeggiante e ogivale oltre che una coda molto affilata. Ciò portò ad un'ottima penetrazione aerodinamica ed a una buona deportanza al retrotreno nonostante l'assenza di alettoni.
Di questo prototipo da competizione furono costruiti due soli esemplari, tutt'oggi conservati al Museo storico Alfa Romeo e al Museo nazionale della scienza e della tecnologia Leonardo da Vinci.

## Scheda tecnica
Motore

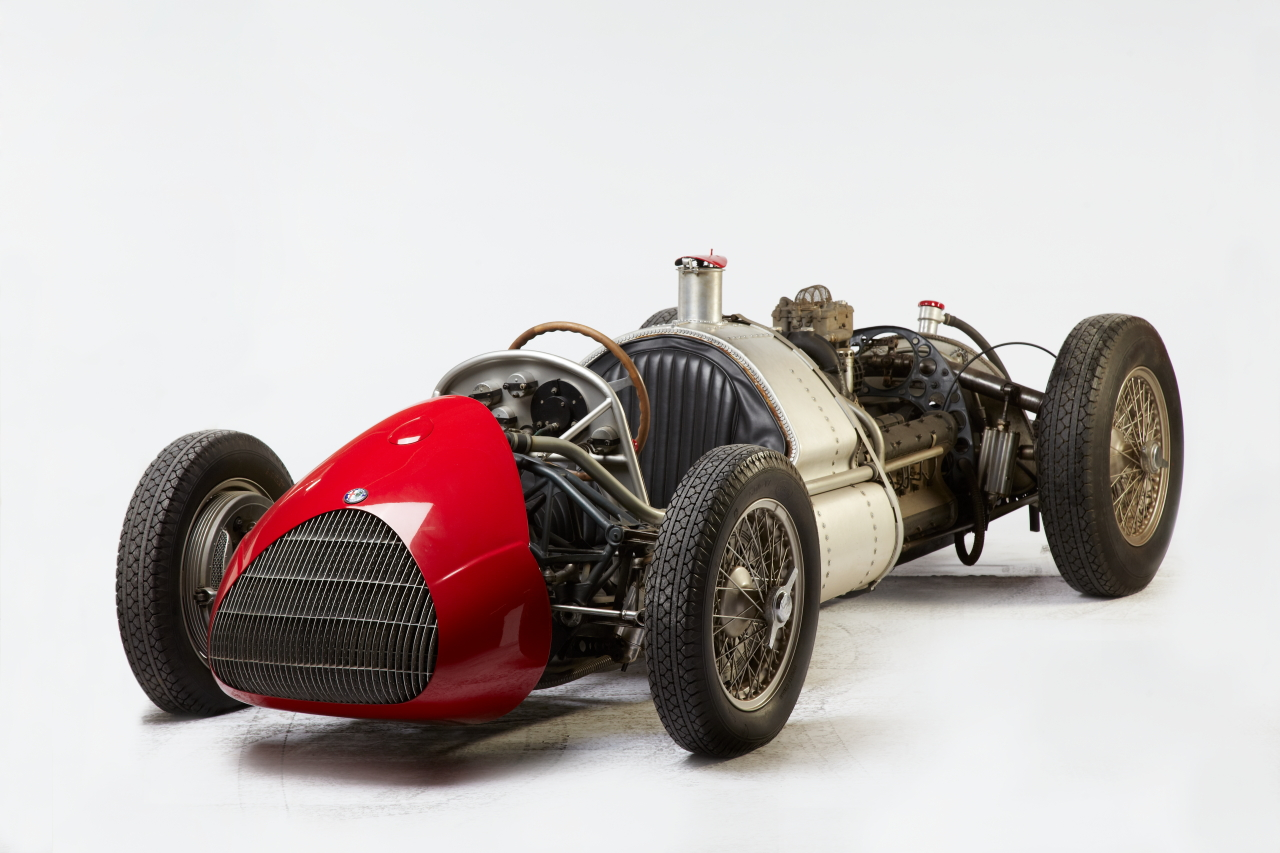
La 512 esposta al Museo della scienza e della tecnologia di Milano

- 12 cilindri boxer posteriore centrale longitudinale
- cilindrata 1490 cc
- alesaggio 54 mm
- corsa 54,2 mm
- rapporto di compressione 6,6:1
- 24 valvole (2 valvole per cilindro)
- 2 alberi a camme in testa per fila di cilindri
- alimentazione a carburatore Weber a triplo corpo
- sovralimentato con due compressori tipo Roots

Telaio
- struttura portante in acciaio
- carrozzeria in alluminio
- sospensioni anteriori con ammortizzatori idraulici e barra di torsione longitudinale
- sospensioni posteriori tipo De Dion con barra di torsione longitudinale e ammortizzatori telescopici
- 4 freni a tamburo a comando idraulico

Trasmissione
- trazione posteriore
- cambio meccanico manuale a 5 marce in blocco col differenziale autobloccante
- frizione a dischi multipli a secco
- ruote a raggi con cerchioni in alluminio e pneumatici da 5,25"x17" anteriori e 7"x18" posteriori

Dimensioni
- carreggiata anteriore 1.320 mm
- carreggiata posteriore 1.310 mm
- passo 2.450 mm

Prestazioni
- Non è ben chiaro quali siano le potenzialità di questa macchina, in quanto è un prototipo che almeno in pubblico non è mai stato provato. La potenza del motore misurata al banco è stata di 335 CV a 8600 giri. Nel museo di Arese, a fianco alla Tipo 512 Gran Premio esposta, sono presenti i seguenti dati, dichiarati dall'Alfa Romeo.
- potenza massima (stimata) 500 CV a 11000 giri/minuto
- velocità massima oltre 350 km/h